# Cronologia da formação do universo

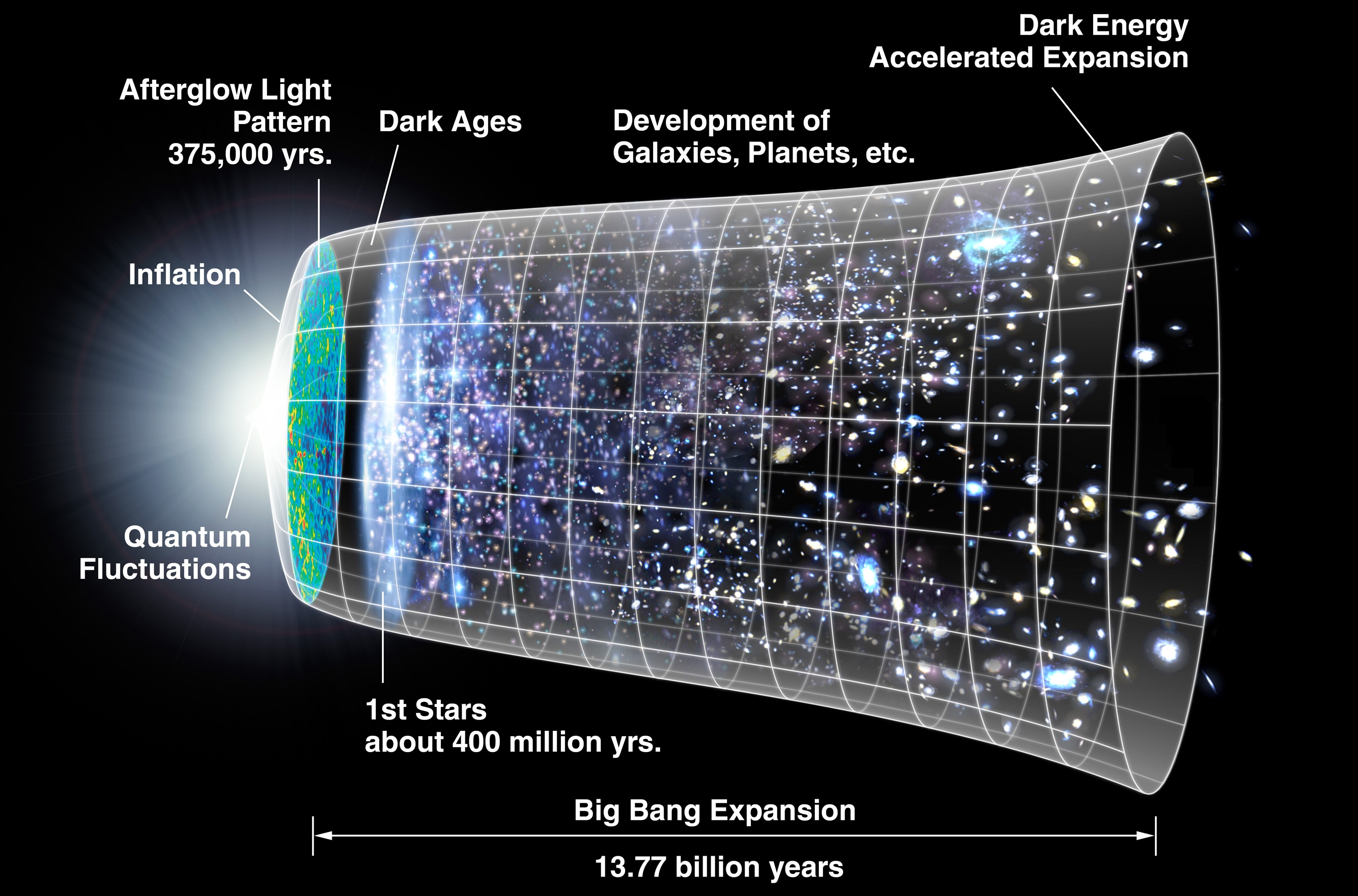
Diagrama da evolução do universo do Big Bang (esquerda) ao presente

Esta é uma cronologia da formação e evolução subsequente do Universo desde o Big Bang (13.799 ± 0.021 bilhões de anos atrás) até a formação do Sistema Solar. Os tempos são medidos a partir do momento do Big Bang.

## Primeiros segundos após o Big Bang

### Era de Planck

Imagem artística de três fótons.

- c. 0 segundos (13.799 ± 0.021 Ga): Início da Era de Planck: Primeiro tempo significativo. O Big Bang ocorre no qual o espaço e o tempo comuns se desenvolvem a partir de um estado primitivo (possivelmente uma partícula virtual ou um falso vácuo) descrito por uma teoria quântica da gravidade ou "teoria de tudo". Toda a matéria e energia de todo o universo visível está contida em um ponto densamente quente e inimagínavel (singularidade gravitacional), um bilionésimo do tamanho de uma partícula nuclear. Este estado foi descrito como um deserto de partículas. Além de alguns detalhes escassos, a conjectura domina a discussão sobre os primeiros momentos da história do universo, uma vez que atualmente não há meios efetivos de testar isso no espaço-tempo. WIMPS (partículas massivas de interação fraca) ou matéria escura e energia escura podem ter aparecido e sido o catalisador para a expansão da singularidade. O universo infantil esfria enquanto começa a se expandir para fora. É quase completamente suave, com variações quânticas começando a causar pequenas variações na densidade.

### Era da Grande Unificação
- c. 10−43 segundos: Início da Era da Grande Unificação: Enquanto ainda em um tamanho infinitesimal, o universo esfria até 1032 kelvin. Gravidade separa e começa a operar no universo–as forças fundamentais remanescentes se estabilizam na força eletronuclear, também conhecido como força da grande unificação ou teoria da grande unificação (TGU), mediado por bósons X e Y (hipotético) que permitem que a matéria inicial neste estágio flutue entre os estados de bárion e lépton.[1]

### Era Eletrofraca
|                                                                            |  |                                              |
| Modelo esperado da produção de bósons de Higgs na colisão de dois prótons. |  | Diagrama de Feynman com emissão de um glúon. |

- c. 10−36 segundos: Início da Era Eletrofraca: O Universo esfria até 1028 kelvin. Como resultado, a força nuclear forte torna-se distinta da força eletrofraca, talvez alimentando a inflação do universo. Uma ampla gama de partículas elementares exóticas resulta do decaimento de bósons X e Y, que incluem bósons W e Z e bósons de Higgs.
- c. 10−33 segundos: O espaço está sujeito à inflação, expandindo-se por um fator da ordem de 1026 ao longo de um tempo da ordem de 10−33 até 10−32 segundos. O universo é super-resfriamento de aproximadamente 1027 caindo para 1022 kelvin.[2]
- c. 10−32 segundos: A inflação cósmica termina. A familiar partículas elementares agora se forma como uma sopa de gás ionizado quente chamado plasma de quarks e glúons; componentes hipotéticos de matéria escura fria (como áxions) também teriam se formado neste momento.

### Era de Quarks
- c. 10−12 segundos: Transição de fase eletrofraca: as quatro forças fundamentais familiares do universo moderno operam agora como forças distintas. A força nuclear fraca é agora uma força de curto alcance quando se separa da força eletromagnética, então as partículas de matéria podem adquirir massa e interagir com o campo de Higgs. A temperatura ainda é alta demais para que os quarks se aglutinem em hádrons e o plasma de quarks e glúons persistam (Era Quark). O universo esfria para 1015 kelvin.
- c. 10−11 segundos: A bariogênese pode ter ocorrido com a questão ganhando vantagem sobre a antimatéria, à medida que se estabelece o bárion ao antibárion eleitorado.

### Era Hádron
|                                    |  |                                          |
| Estrutura de um próton com quarks. |  | Ilustração de prótio, deutério e trítio. |

- c. 10−6 segundos: Era Hádron começa: À medida que o universo esfria a cerca de 1010 kelvin, ocorre uma transição quarks-hádrons na qual os quarks se ligam para formar partículas mais complexas— hádrons. Este confinamento de quarks inclui a formação de prótons e nêutrons (núcleon), os blocos de construção dos núcleos atómicos.

### Era Lépton
- c. 1 segundo: início da Era Lépton: O universo esfria para 109 kelvin. Nessa temperatura, os hádrons e antihádrons se aniquilam, deixando para trás os léptons e os anti-léptons–possível desaparecimento dos antiquarks. A gravidade governa a expansão do universo: neutrinos dissociação da matéria, criando um fundo de neutrinos cósmicos.

### Era Fóton
| |  | |
| Esquema didático de um átomo de hidrogênio, mostrando um próton (em vermelho) e um elétron (amarelo). |  | Esquema didático de um átomo de hélio, mostrando dois prótons (em vermelho), dois nêutrons (em verde) e dois elétrons. |

- c. 10 segundos: início da Era Fóton: A maioria dos léptons e antiléptons se aniquila uns ao outros. À medida que os elétrons e os pósitrons se aniquilam, resta um pequeno número de elétrons incomparáveis–o desaparecimento dos pósitrons.
- c. 10 segundos: Universo dominado por fótons de radiação–partículas comuns de matéria são acopladas à luz e à radiação, enquanto partículas de matéria escura começam a construir estruturas não-lineares como halos de matéria escura. Como os elétrons e prótons carregados dificultam a emissão de luz, o universo se torna uma névoa incandescente superaquecida.
- c. 3 minutos: começa como núcleos de lítio e hidrogênio pesado (deutério) e hélio forma de prótons e nêutrons.
- c. 20 minutos: A fusão nuclear cessa: a matéria normal consiste em 75% de núcleos de hidrogênio e 25% de elétrons livres de núcleos de hélio, que começam a espalhar a luz.

## Era da matéria

### Equivalência de matéria e radiação
- c. 47,000 anos (z=3600): Equivalência de matéria e radiação: No início desta era, a expansão do universo estava desacelerando em um ritmo mais rápido.
- c. 70,000 anos: Domínio da matéria no Universo: O início do colapso gravitacional como o instabilidade de Jeans no qual a menor estrutura pode se formar e começa a cair.

### Idade cósmica das trevas

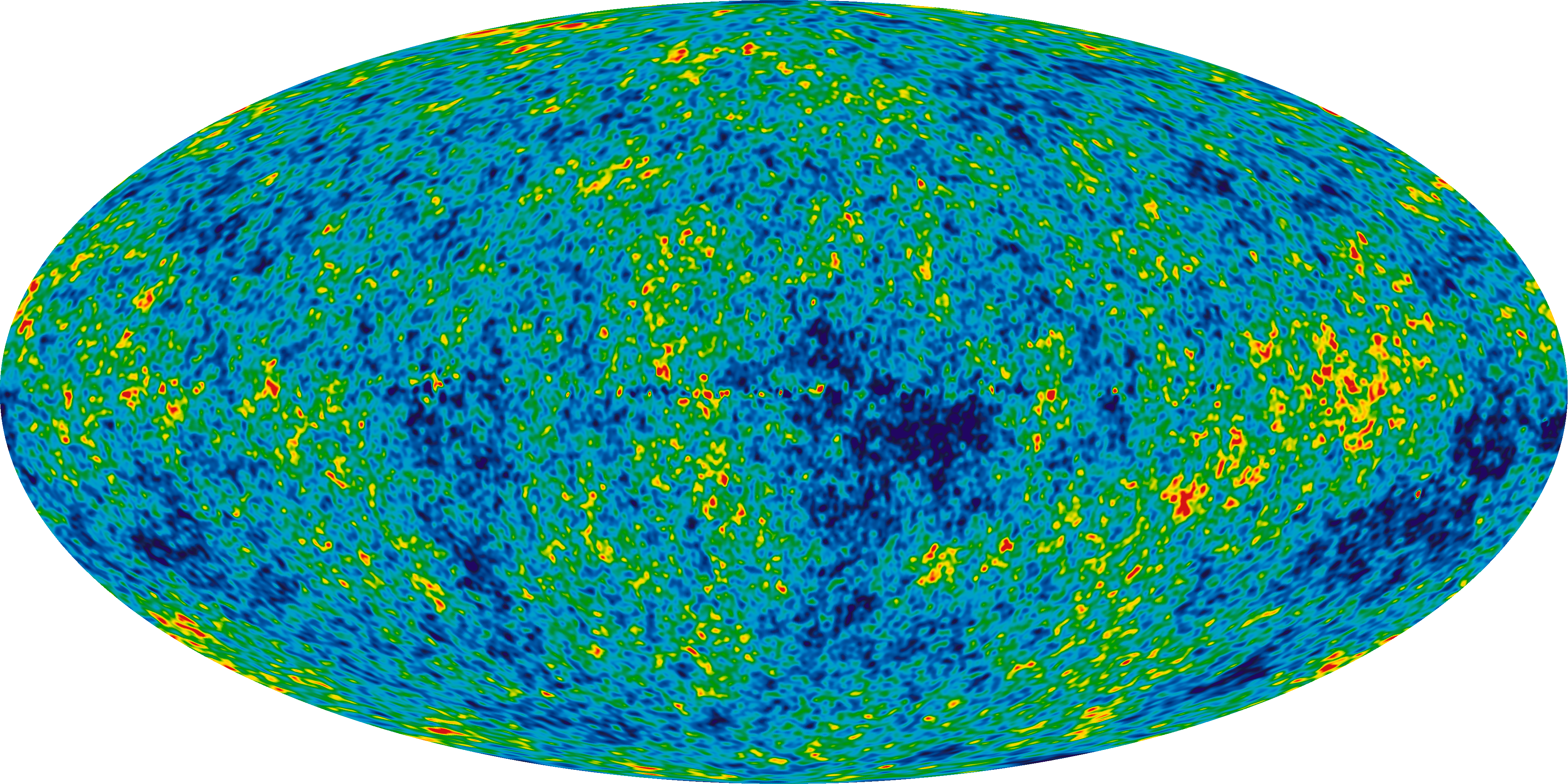
Mapa totalmente no céu da CMB, criado a partir de nove anos de dados da WMAP.

- c. 370,000 anos (z=1,100): A "idade das trevas" é o período entre dissociação, quando o universo se torna transparente pela primeira vez, até a formação das primeiras estrelas. Recombinação: elétrons combinados com núcleos formam átomos, principalmente hidrogênio e hélio. As distribuições de hidrogênio e hélio neste momento permanecem constantes à medida que o plasma elétron-bárion se afina. A temperatura cai para 3000 kelvin. Partículas de matéria ordinária se separam da radiação. Os fótons presentes no momento do desacoplamento são os mesmos fótons que vemos na radiação cósmica de fundo em micro-ondas (CMB).
- c. 400,000 anos: As ondas de densidade começam a imprimir sinais característicos de polarização.
- c. 10 milhões de anos: Com um traço de elementos pesados no Universo,[carece de fontes?] a química que mais tarde, despertou a vida começou a funcionar.
- c. 10-17 milhões de anos: A "idade das trevas" abrange um período durante o qual a temperatura da radiação cósmica de fundo esfriou de alguns 4000 K até cerca de 60 K. A temperatura de fundo estava entre 373 K and 273 K, permitindo a possibilidade de água líquida, durante um período de cerca de 7 milhões de anos, de cerca de 10 a 17 milhões após o Big Bang (redshift 137-100). Loeb (2014) especula que vida primitiva pode, em princípio, ter aparecido durante esta janela, que ele chamou de "a época habitável do universo primitivo".[3][4][5]
- c. 100 milhões de anos (13.6 Ga): Colapso gravitacional: partículas comuns de matéria caem nas estruturas criadas pela matéria escura. Reionização começa: estruturas menores (estrelas) e não lineares (quasares) começam a tomar forma–sua luz ultravioleta ioniza o gás neutro remanescente.

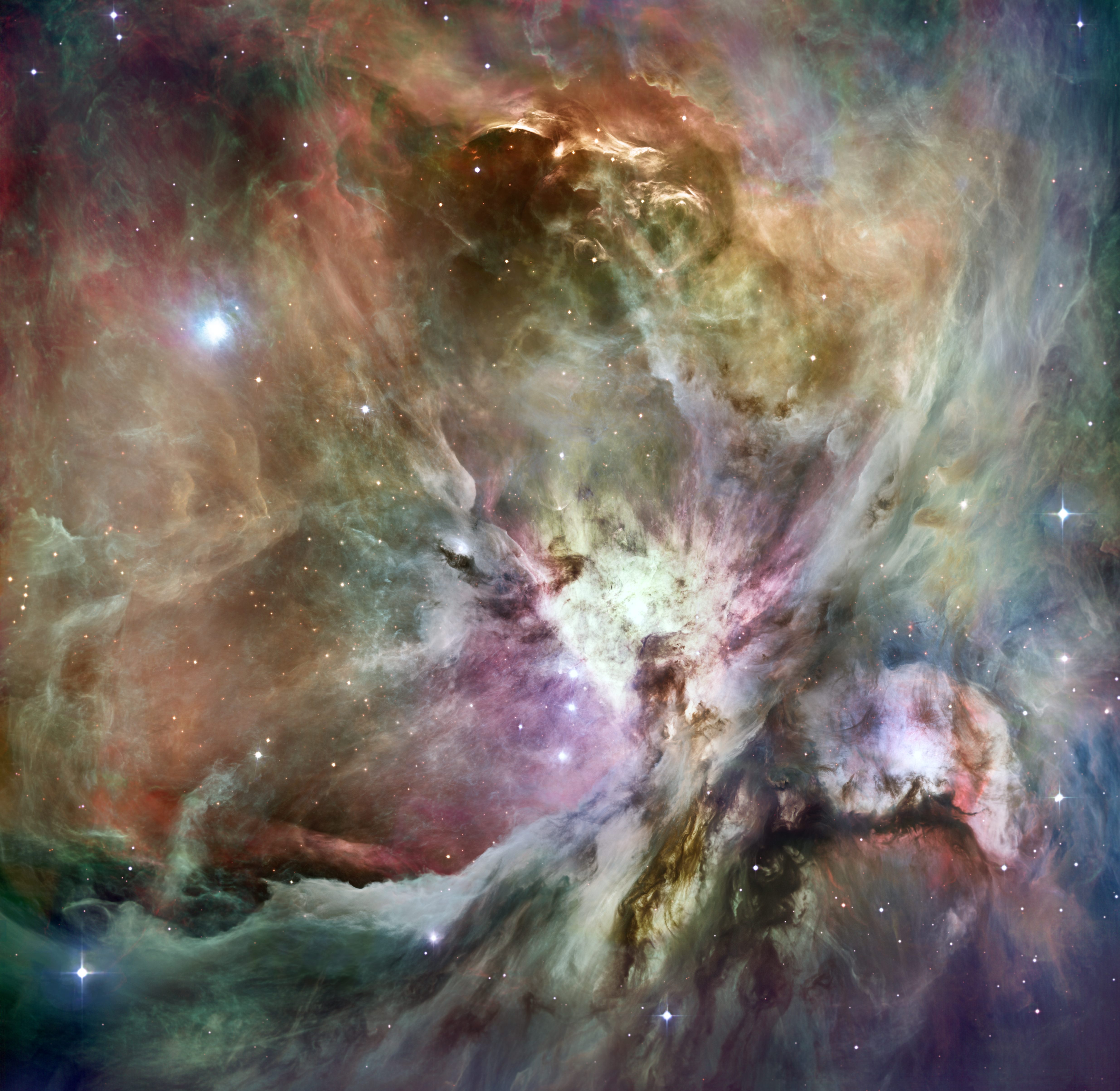
Nebulosa de Órion, igual as nebulosas de emissão que se formaram no protogaláxia na época.

- 200–300 milhões de anos: as primeiras estrelas começam a brilha: como muitas estrelas da população III (algumas estrelas da população II são contabilizadas neste momento), elas são muito maiores e mais quentes, e seu ciclo de vida é relativamente curto. Diferentemente das gerações posteriores de estrelas, essas estrelas são livres de metais. À medida que a reionização se intensifica, os fótons de luz dispersam prótons e elétrons livres–o universo se torna novamente opaco.
- 200 milhões de anos (13.5 Ga): HD 140283 ou estrela de "Matusalém" se forma, a estrela mais antiga não confirmada no universo observável. Por ser uma estrela da população II, algumas sugestões foram levantadas de que a formação de estrelas de segunda geração pode ter começado muito cedo.[6] A estrela mais antiga conhecida (confirmada) – SMSS J031300.36-670839.3, se forma.

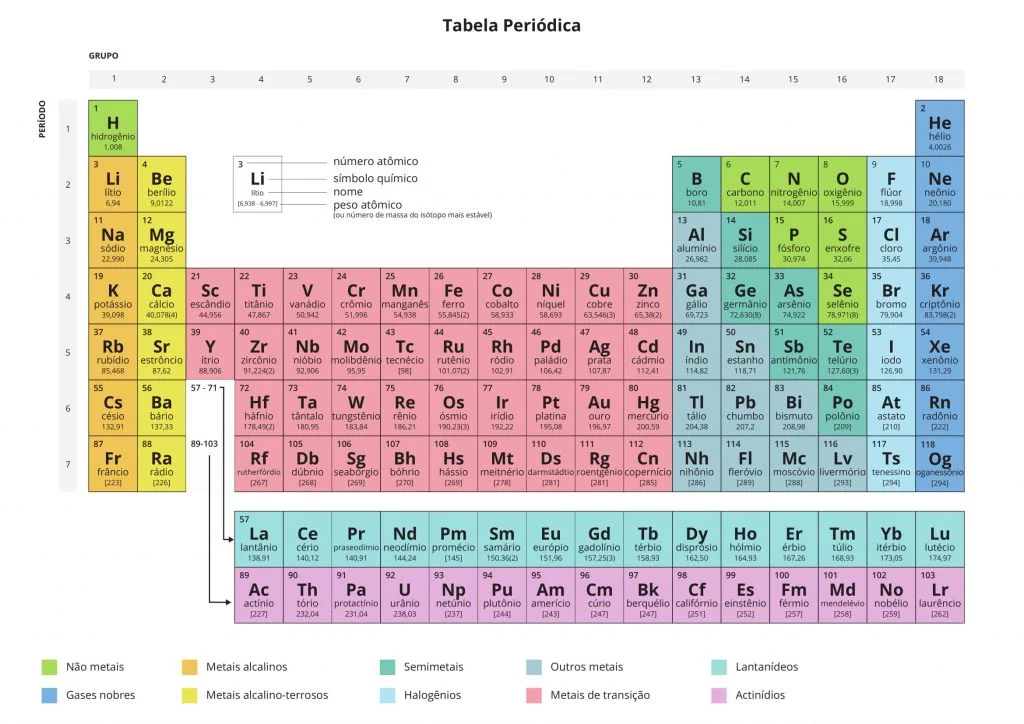
Elementos conhecidos na tabela periódica.

- 300 milhões de anos (13.4 Ga): Primeiros objetos astronômicos, proto-galáxias e quasares em grande escala podem ter começado a se forma. À medida que as estrelas da população III continuam a queimar, a nucleossíntese estelar opera–estrelas queimam principalmente fundindo hidrogênio para produzir mais hélio no que é chamado de sequência principal. Com o passar do tempo, essas estrelas são forçadas a fundir hélio para produzir carbono, oxigênio, silício e outros elementos pesados até ferro na tabela periódica. Esses elementos, quando semeados nas nuvens vizinhas de gás, supernovas, levarão à formação de mais estrelas população II (metal pobre) e planetas gigantes.
- 380 milhões de anos: UDFj-39546284 se forma, atual recorde para o quasar mais antigo conhecido.[7]
- 400 milhões de anos (13.3 Ga, z=11): GN-z11, a galáxia mais antiga conhecida, se forma.[8]
- 420 milhões de anos: O quasar MACS0647-JD, um quasar ou um dos quasars mais conhecidos, se forma.

### Renascimento

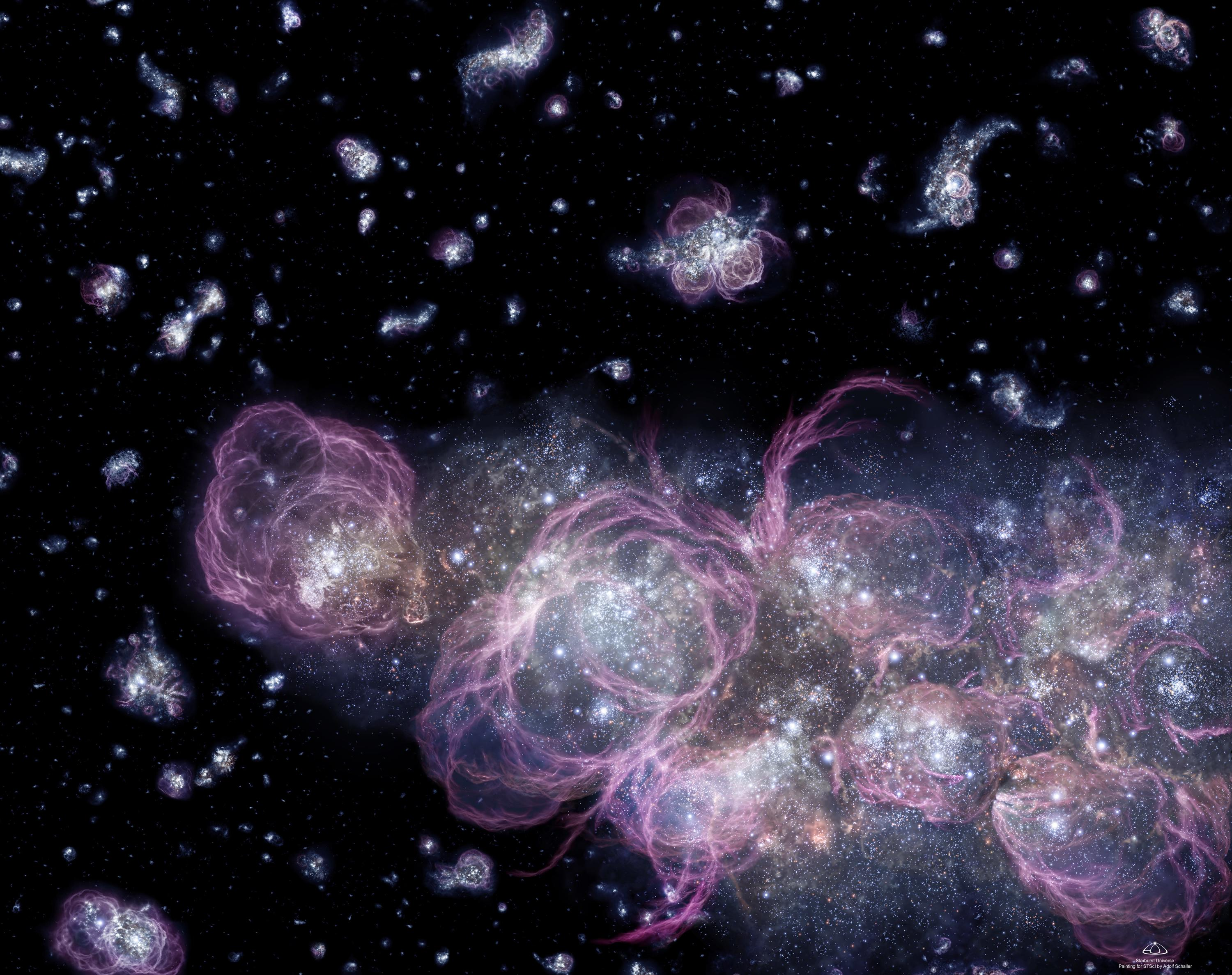
Ilustração de dois protogaláxias se colidindo

- 600 milhões de anos (13.2 Ga): Renascimento do Universo—fim da Idade das Trevas como a luz visível começa a dominar por toda parte. Possível formação da galáxia Via Láctea: embora a idade da estrela de Methusaleh sugira uma data de origem muito mais antiga, é muito provável que a HD 140283 possa ter entrado em nossa galáxia por meio de uma fusão posterior de galáxias. Mais antiga estrela confirmada na Via Láctea, HE 1523-0901. Extensão do Campo Profundo Extremo do Hubble.
- 630 milhões de anos (z=8.2): GRB 090423, a mais antiga erupção de raios gama registrada sugere que supernovas podem ter acontecido muito cedo na evolução do universo.[9]
- 670 milhões de anos: EGS-zs8-1, a mais distante estrela estelar ou galáxia de Lyman-break observada, se forma. Isso sugere que a colisão de galáxias está ocorrendo muito cedo na história do Universo, uma vez que as galáxias starburst são frequentemente associadas a colisões e fusões de galáxias.
- 700 milhões de anos (13.1 Ga): Forma de galáxias. Galáxias menores começam a se fundir para formar as maiores. As classes de galáxias também podem ter começado a se formar neste tempo, incluindo blazares, galáxias Seyfert, radiogaláxias, galáxias normais (galáxia elíptica, espiral, espiral barrada) e galáxias anãs. UDFy-38135539, o primeiro quasar distante a ser observado a partir da fase de reionização, se forma. Forma de galáxia anã z8 GND 5296. Galáxia ou possível proto-galáxia A1689-zD1 se forma.
- 720 milhões de anos: Possível formação de aglomerados globulares no halo galáctico da Via Láctea. Formação de aglomerados globulares, NGC 6723, no halo galáctico da Via Láctea.
- 740 milhões de anos: 47 Tucanae, segundo aglomerado globular mais brilhante na Via Láctea, se forma.
- 750 milhões de anos: Galáxia IOK-1, uma galáxia da emissão alfa de Lyman, se forma. GN-108036 se forma – a galáxia é 5 vezes maior e 100 vezes mais massiva que a atual Via Láctea, ilustrando o tamanho alcançado por algumas galáxias muito cedo.
- 770 milhões de anos: Quasar ULAS J1120+0641, uma das formas mais distantes. Uma das primeiras galáxias a apresentar um buraco negro supermassivo, sugerindo que tais objetos grandes existiam logo após o Big Bang. A grande fração de hidrogênio neutro em seu espectro sugere que ela também pode ter acabado de se formar ou está em processo de formação de estrelas.
- 800 milhões de anos (13 Ga): Maior extensão de Hubble Ultra Deep Field. Formação de SDSS J102915+172927: estrela incomum de população II que é extremamente pobre em metal, consistindo principalmente de hidrogênio e hélio. HE0107-5240, uma das mais antigas estrelas da população II, faz parte de um sistema estelar binário. LAE J095950.99+021219.1 ou galáxia de Bogwiggit, uma das mais remotas galáxias da emissão alfa de Lyman, se forma. Os emissores alfa de Lyman são considerados os progenitores de galáxias espirais como a Via Láctea. Messier 2, aglomerado globular, se forma.
- 870 milhões de anos: Messier 30 se forma na Via Láctea. Tendo experimentado um aglomerado globular, o grupo possui uma das maiores densidades entre aglomerados globulares.
- 890 milhões de anos: Galáxia SXDF-NB1006-2 se forma.
- 900 milhões de anos (12.9 Ga): Galáxia BDF-3299 se forma.
- 910 milhões de anos: Galáxia BDF-521 se forma.

### Era galáctica

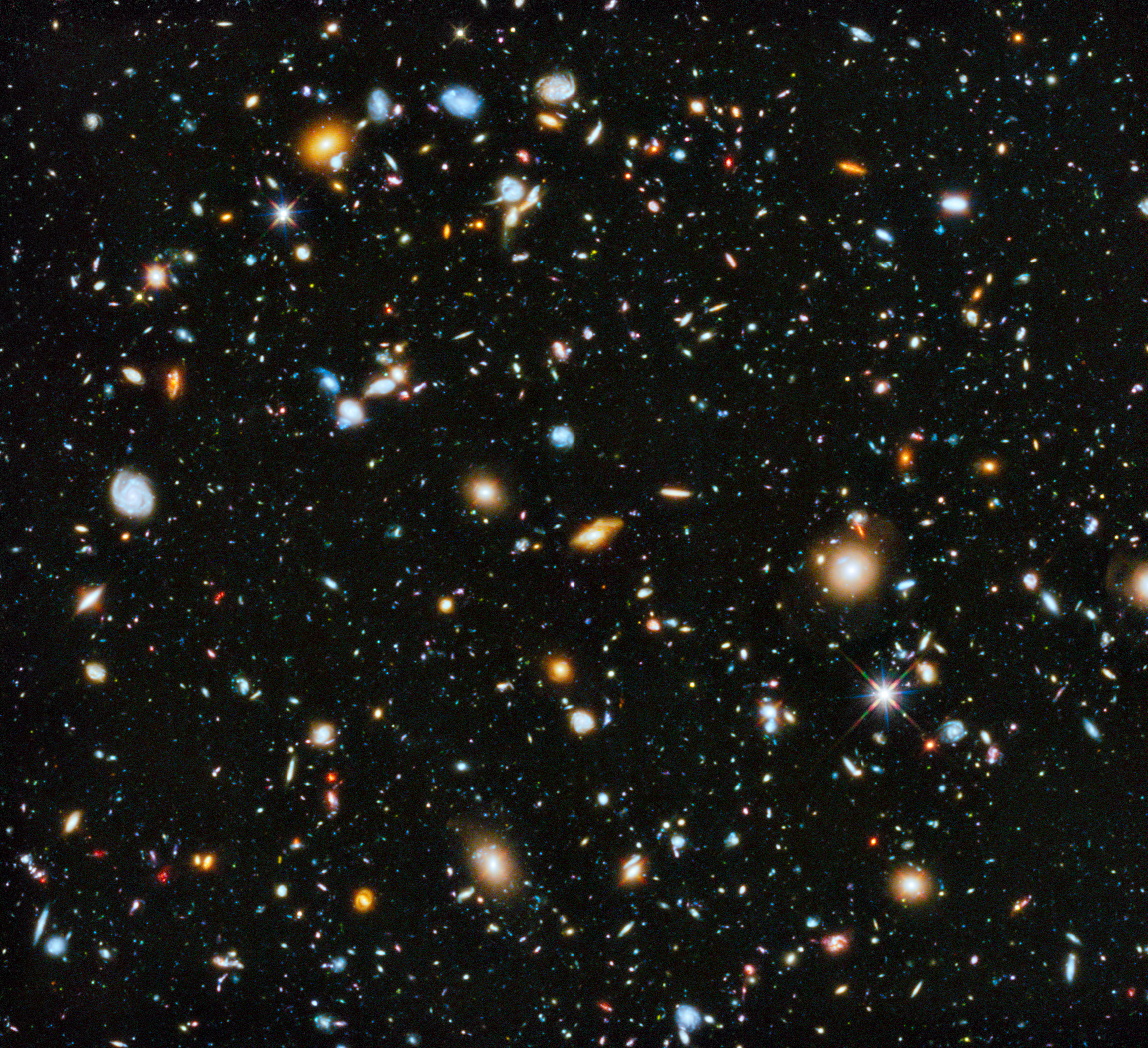
Imagem de Hubble Ultra Deep Field inclui galáxias de várias idades, tamanhos, tipos e cores, esta imagem é observado pelo telescópio espacial Hubble.

- 1 bilhões de anos (12.8 Ga, z=6.56): Galáxia HCM-6A, a galáxia normal mais distante observado, se forma. Formação do quasar hipopermático SDSS J0100+2802, que abriga um buraco negro com massa de 12 bilhões de massas solares um dos buracos negros mais massivo descoberta tão cedo no universo. HE 1327-2326, uma estrela da população II, é especulada para se formou de restos das estrelas anteriores da população III. Limite visual do Campo Profundo do Hubble. Reinionação completa–o universo torna-se novamente transparente. A evolução galáctica continua como mais moderna formação e desenvolvimento das galáxias. Como o universo ainda é pequeno em tamanho, interações de galáxias se tornam um lugar comum com galáxias maiores que ganhassem o processo de fusão de galáxias. As galáxias podem ter começado a agrupar a criação das maiores estruturas no universo até agora–os primeiros aglomerados e superaglomerados de galáxias.
- 1.1 bilhões de anos (12.7 Ga): Idade dos quasares, CFHQS 1641+3755. Aglomerado globular, Messier 4, primeiro ter suas estrelas individuais resolvidas, se forma no halo da galáxia da Via Láctea. Entre os aglomerados muitas estrelas, PSR B1620-26 b, um planeta gigante conhecido como "Planeta Gênesis" ou "Matusalém", orbitando um pulsar e uma anã branca, o mais antigo planeta extrasolar observado no Universo, se forma.
- 1.13 bilhões de anos (12.67 Ga): Aglomerado globular, Messier 12 se forma.
- 1.3 bilhões de anos (12.5 Ga): WISE J224607.57-052635.0, uma galáxia infravermelha luminosa, se forma. PSR J1719-1438 b, conhecido como o "Estrela Diamante", se forma em torno de um pulsar.
- 1.31 bilhões de anos (12.49 Ga): Aglomerado globular, Messier 53 se forma em 60,000 ano-luz do centro galáctico da Via Láctea.
- 1.39 bilhões de anos (12.41 Ga): S5 0014+81, um quasar hiper-luminoso, se forma.
- 1.4 bilhões de anos (12.4 Ga): Idade da Estrela de Cayrel, BPS C531082-0001, uma captura neutrônica, entre as mais antigas estrelas da população II na Via Láctea. Quasar RD1, primeiro objeto observado para exceder desvio para o vermelho 5, se forma.
- 1.44 bilhões de anos (12.36 Ga): Aglomerado globular, Messier 80 se forma na Via Láctea–conhecidas pelo grande número de "retardatários azuis".
- 1.5 bilhões de anos (12.3 Ga): Aglomerado globular, Messier 55 se forma.
- 1.8 bilhões de anos (12 Ga): Explosão de raios gama mais energética, com duração de 23 minutos, GRB 080916C. Galáxia Baby Boom se forma. Terzan 5 se forma como uma pequena galáxia anã em rota de colisão com a Via Láctea. Galáxia anã carregando a estrela de Matusalém consumido pela Via Láctea – A estrela mais antiga do universo se torna uma das muitas estrelas da Via Láctea.
- 2.0 bilhões de anos (11.8 Ga): SN 1000+0216, a mais antiga supernova observada ocorre – possível pulsar se forma. Aglomerado globular Messier 15, conhecido por ter um buraco negro intermediário e o único aglomerado globular observado para incluir uma nebulosa planetária, Pease 1, se forma.
- 2.02 bilhões de anos (11.78 Ga): Messier 62 se forma – contém alto número de estrelas variáveis (89), muitas das quais são estrelas RR Lyrae.
- 2.2 bilhões de anos (11.6 Ga): Aglomerado globular NGC 6752, terceiro mais brilhante, se forma na Via Láctea.
- 2.4 bilhões de anos (11.4 Ga): Quasar PKS 2000-330 se forma.
- 2.41 bilhões de anos (11.39 Ga): Aglomerado globular, Messier 100 se forma. Messier 3 se forma: protótipo para o aglomerado Oosterhoff tipo I, que é considerado "rico em metais", ou seja, para um aglomerado globular, Messier 3 tem uma abundância relativamente alta de elementos mais pesados.
- 2.5 bilhões de anos (11.3 Ga): Omega Centauri, maior aglomerado globular nas formas da Via Láctea.
- 3.0 bilhões de anos (10.8 Ga): Formação do sistema planetário Gliese 581: Gliese 581c, o primeiro planeta oceânico observado e Gliese 581 d, um planeta super-Terra, possivelmente os primeiros planetas habitáveis observados, se formam. Gliese 581 d tem mais potencial para formar vida desde que é o primeiro exoplaneta de massa terrestre proposto que orbita dentro da zona habitável de sua estrela mãe.
- 3.3 bilhões de anos (10.5 Ga): BX442, galáxia espiral de grande design mais antiga observado, se forma.
- 3.5 bilhões de anos (10.3 Ga): Supernova SN UDS10Wil gravado.
- 3.8 bilhões de anos (10 Ga): Aglomerado globular, NGC 2808 se forma: 3 gerações de estrelas se formam nos primeiros 200 milhões de anos.
- 4.0 bilhões de anos (9.8 Ga): Quasar 3C 9 se forma. A galáxia de Andrômeda se forma a partir de uma fusão galáctica - começa um curso de colisão com a Via Láctea. Estrela de Barnard, estrela anã vermelha, pode ter se formado. Beethoven Burst GRB 991216 gravado. Gliese 677 Cc, um planeta na zona habitável de sua estrela-mãe, Gliese 667, se forma.
- 4.5 bilhões de anos (9.3 Ga): Formação de estrelas feroz em Andrômeda, tornando-a numa galáxia infra-vermelha luminosa.
- 5.0 bilhões de anos (8.8 Ga): Primeiras de populações I, ou estrelas parecidas com o Sol: com saturação de elemento pesado tão alta, aparecem nebulosas planetárias nas quais substâncias rochosas são solidificadas – esses corpos levam à formação de planetas rochosos, luas, asteróides e cometas de gelo.
- 5.1 bilhões de anos (8.7 Ga): Colisão de galáxias: braços em espiral da Via Láctea, levando a um período importante da formação de estrelas.
- 5.3 bilhões de anos (8.5 Ga): 55 Cancri B, um "Júpiter quente", primeiro planeta a ser observado em órbita como parte de um sistema estelar, se forma. Sistema planetário Kepler 11, o sistema mais plano e compacto já descoberto, se forma – Kepler 11 c considerado um gigantesco planeta oceânico com atmosfera de hidrogênio-hélio.
- 5.8 bilhões de anos (8 Ga): 51 Pegasi b, também conhecido como Belerofonte, se forma – primeiro planeta descoberto orbitando uma estrela de sequência principal.
- 5.9 bilhões de anos (7.9 Ga): Sistema planetário HD 176051, conhecido como o primeiro observado através da astrometria, se forma.
- 6.0 bilhões de anos (7.8 Ga): Muitas galáxias como NGC 4565 se tornam relativamente estáveis – elípticas resultam de colisões de espirais com algo como IC 1101 sendo extremamente massivas.
- O Universo continua a se organizar em estruturas maiores e mais amplas. As grandes paredes, folhas e filamentos consistindo de aglomerados e superaglomerados de galáxias e vazios se cristalizam. Como esta cristalização ocorre é ainda conjectura. Certamente, é possível que a formação de super-estruturas como Grande Muralha Hércules-Corona Borealis tenha ocorrido muito antes, talvez na mesma época em que as galáxias começaram a aparecer. De qualquer forma, o universo observável se torna mais moderno.
- 6.2 bilhões de anos (7.7 Ga): 16 Cygni Bb, o primeiro gigante gasoso observado em uma única órbita estelar em um sistema estelar trinário se forma – luas orbitantes consideradas como tendo propriedades habitáveis ou pelo menos capazes de suportar água.
- 6.3 bilhões de anos (7.5 Ga, z=0.94): GRB 080319B, mais distante explosão de raios gama vista a olho nu, registrada. Terzan 7, aglomerado globular rico em metais, se forma na Galáxia Anã Elíptica de Sagitário.
- 6.5 bilhões de anos (7.3 Ga): Sistema planetário HD 10180, se forma (maior que ambos sistemas 55 Cancri e Kepler 11).
- 6.9 bilhões de anos (6.9 Ga): Gigante laranja Arcturo, se forma.
- 7 bilhões de anos (6.8 Ga): Estrela do Norte Polaris, uma das estrelas navegáveis significativas, se forma.
- 7.64 bilhões de anos (6.16 Ga): Sistema planetário Mu Arae, se forma: de quatro planetas orbitando uma estrela amarela, Mu Arae c está entre os primeiros planetas terrestres a serem observados da Terra.

### Aceleração
- 7.8 bilhões de anos (6.0 Ga, z=0.4): Aceleração: Começou a era dominada pela energia escura, seguindo a era dominada pela matéria, durante a qual a expansão cósmica estava diminuindo.
- 7.8 bilhões de anos (6 Ga): Formação do próximo planeta gêmeo da Terra, Kepler 452b orbitando sua estrela-mãe, Kepler 452.
- 7.98 bilhões de anos (5.82 Ga): Formação do sistema estelar binário Mira ou Estrela Maravilhosa. Formação do sistema estrela Alpha Centauri, estrela mais próxima do Sol – formação do Alpha Centauri Bb planeta mais próximo do Sol. GJ 1214 b ou Gliese 1214 b, planeta potencial parecido com a Terra, se forma.
- 8.08-8.58 bilhões de anos (5.718-5.218 Ga): Sistema estelar Capella, se forma.
- 8.2 bilhões de anos (5.6 Ga): Tau Ceti, formas de estrelas amarelas próximas: cinco planetas eventualmente evoluem de sua nebulosa planetária, orbitando a estrela – Tau Ceti e, o planeta considerado como tendo vida potencial desde que orbita a borda interna quente da zona habitável da estrela.
- 8.5 bilhões de anos (5.3 Ga): GRB 101225A, a "Explosão de Natal", considerado o mais longo em 28 minutos, gravado.
- 8.8 bilhões de anos (5 Ga): Messier 67 se forma como de aglomerados estelares abertas: Três exoplanetas confirmaram estrelas orbitando no aglomerado incluindo um gêmeo do nosso Sol.
- 9.0 bilhões de anos (4.8 Ga): Lalande 21185, anã vermelha na Ursa Maior, se forma.
- 9.13 bilhões de anos (4.67 Ga): Proxima Centauri de formulário completando o sistema trinário Alpha Centauri.

### Formação do Sistema Solar

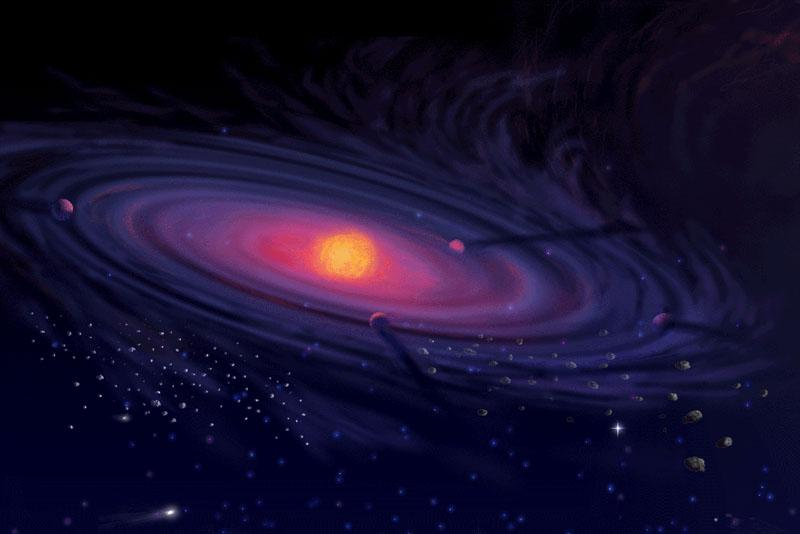
Representação artística do disco protoplanetário.

- 9.2 bilhões de anos (4.6–4.57 Ga): Supernova primitiva, possivelmente, desencadeia a formação do Sistema Solar.
- 9.2318 bilhões de anos (4.5682 Ga): Sol se forma – nebulosa planetária começa a acreção de planetas.
- 9.23283 bilhões de anos (4.56717–4.55717 Ga): Quatro planetas jovianos (Júpiter, Saturno, Urano, Netuno) evoluir em torno do Sol.
- 9.257 bilhões de anos (4.543–4.5 Ga): Oito planetas do Sistema Solar, quatro planetas terrestres (Mercúrio, Vênus, Terra, Marte) evoluir em torno do Sol. Por causa da acreção, muitos planetas menores formam órbitas ao redor do proto-Sol, alguns com órbitas em conflito – início da fase do bombardeio antecipado. Superéon Pré-Cambriano, éon Hadeano começa na Terra. Era Pré-Noachiano começa em Marte. Período Pré-Tolstojánio começa em Mercúrio – grande planeta choca com Mercúrio, tirando-o da camada exterior na crosta original e manto, deixando o núcleo do planeta exposto – o conteúdo de ferro de Mercúrio é notavelmente elevado. Vega, quinta estrela mais brilhante no nosso bairro galáctico, se forma. Muitas luas de Galileu e de Saturno podem ter formado neste momento, incluindo Europa e Titã que pode ser útil hospitaleiro para alguma forma de organismo vivo.
- 9.266 bilhões de anos (4.533 Ga): Formação do sistema Terra-Lua seguindo por grande impacto através do planeta hipotético Theia. A atração gravitacional da Lua ajuda a estabilizar o flutuante eixo de rotação da Terra. Período Pré-Nectárico começa na Lua.
- 9.271 bilhões de anos (4.529 Ga): Grande colisão com um planetoide do tamanho de Plutão estabelece a dicotomia marciana na formação da Bacia Polar Norte de Marte.
- 9.3 bilhões de anos (4.5 Ga): Sol se torna uma sequência principal de uma estrela amarela: a formação da Nuvem de Oort e Cinturão de Kuiper a partir do qual um fluxo de cometas como Cometa Halley e Cometa Hale-Bopp começa passando pelo Sistema Solar, às vezes colidindo com os planetas e o Sol.
- 9.396 bilhões de anos (4.404 Ga): Água líquida pode ter existido na superfície da Terra, provavelmente devido ao aquecimento do efeito estufa de altos níveis de metano e dióxido de carbono presentes na atmosfera.
- 9.4 bilhões de anos (4.4 Ga): Formação do Kepler 438 b, um dos planetas mais semelhantes à Terra, de uma nebulosa proto-planetária em torno de sua estrela-mãe.
- 9.5 bilhões de anos (4.3 Ga): Impacto maciço de meteoritos cria o Bacia do Pólo Sul-Aitken na Lua – uma enorme cadeia de montanhas localizada na parte sul lunar, às vezes chamada "montanhas Leibnitz", se formam.
- 9.6 bilhões de anos (4.2 Ga): Região protuberância de Tharsis difundida do vulcanismo, torna-se ativa em Marte - com base na intensidade da atividade vulcânica na Terra, os magmas de Tharsis podem ter produzido uma atmosfera de CO2 de 1,5 bar e uma camada global de água de 120 m de profundidade aumentando o efeito estufa no clima lençol freático. Idade das amostras mais antigas de mare lunar.
- 9.7 bilhões de anos (4.1 Ga): A ressonância nas órbitas de Júpiter e Saturno leva Netuno para fora do cinturão de Kuiper, causando uma ruptura entre asteróides e cometas. Como resultado, intenso bombardeio tardio choca com o Sistema Solar interno. Herschel, uma cratera formada em Mimas (satélite), uma lua de Saturno. O impacto dos meteoritos cria a Hellas Planitia em Marte, a maior estrutura inequívoca do planeta. Anseris Mons um isolado maciço (montanha) nas terras altas do sul de Marte, localizado na borda nordeste da Hellas Planitia, é erguido na esteira do impacto de meteorito.
- 9.8 bilhões de anos (4 Ga): HD 209458 b, primeiro planeta detectado através do seu trânsito, se forma. Messier 85, uma galáxia lenticular, interrompida pela interação galáctica: complexa estrutura externa de resultados de cartuchos e ondulações. Galáxias de Andrômeda e do Triângulo experimentam um encontro próximo – altos níveis da formação das estrelas em Andrômeda, enquanto o disco externo de Triângulo é distorcido.
- 9.861 bilhões de anos (3.938 Ga): Período maior de impactos na Lua: Mare Imbrium se forma.
- 9.88 bilhões de anos (3.92 Ga): Mare Nectaris se forma pelo grande evento de impacto: ejecta de Nectaris se forma a parte superior das Terras Altas Lunares densamente crateradas – período Nectárico começa na Lua.
- 9.9 bilhões de anos (3.9 Ga): Bacia Tolstoj se forma em Mercúrio. Bacia Caloris se forma em Mercúrio levando à criação de "Terreno antipodal" – atividade sísmica desencadeia atividade vulcânica globalmente em Mercúrio. Rembrandt se forma em Mercúrio. Período Caloriano começa em Mercúrio. Argyre Planitia se forma a partir do impacto de um asteróide em Marte: cercado por maciços escarpados que formam padrões concêntricos e radiais ao redor da bacia – várias cadeias montanhosas, incluindo Montes Charitum e Nereidum são erguidas em seu rastro.
- 9.95 bilhões de anos (3.85 Ga): Começo do período Ímbrico na Lua. Primeira aparição dos materiais de suíte Procellarum KREEP Mg.
- 9.96 bilhões de anos (3.84 Ga): Formação da Mare Orientale do impacto de um asteróide na superfície lunar – colisão provoca ondulações na crosta, resultando em três características circulares concêntricas conhecidas como Montes Rook e Montes Cordillera.
- 10 bilhões de anos (3.8 Ga): Na esteira dos impactos do intenso bombardeio tardio na Lua, grandes depressões dominam a superfície lunar – o principal período de vulcanismo Lunar começa (para 3 Gyr). A vida começa na Terra, os primeiros seres vivos são unicelulares. Éon Arqueano começa na Terra.
- 10.2 bilhões de anos (3.6 Ga): Alba Patera se forma em Marte, maior vulcão em termos de área.
- 10.4 bilhões de anos (3.5 Ga): Primeiros traços fósseis da vida na Terra (estromatólitos).
- 10.6 bilhões de anos (3.2 Ga): Périodo Amazônico começa em Marte: o clima marciano afina-se até sua densidade atual: as águas subterrâneas armazenadas na crosta superior (megarególito) começam a congelar, formando uma criosfera espessa cobrindo uma zona mais profunda de água líquida com gelos secos compostos de dióxido de carbono congelados se formam período Eratosteniano começa na Lua: força geológica principal na Lua se torna cratera de impacto.
- 10.8 bilhões de anos (3 Ga): Bacia Beethoven se forma em Mercúrio – ao contrário de muitas bacias de tamanho similar na Lua, Beethoven não é multi-anelado e ejecta enterro a borda da cratera e é pouco visível.
- 11.2 bilhões de anos (2.5 Ga): Éon Proterozoico começa na Terra.
- 11.6 bilhões de anos (2.2 Ga): Último grande período tectônico na história geológica de Marte: Valles Marineris, o maior complexo cânon do Sistema Solar, se forma – embora algumas sugestões de atividade termocárstica ou até mesmo erosão hídrica, sugere-se que Valles Marineris seja falha da fenda.